# Леони, Помпео
Помпео Леони (Pompeo Leoni, 1533—1608) — мастер скульптурного портрета и надгробия эпохи маньеризма, сын и наследник Леоне Леони. Его ранние работы неотличимы от произведений отца, с которым они работали вместе; более зрелые вещи отличаются своеобразной экспрессией, напоминающей портреты кисти его друга Эль Греко. 

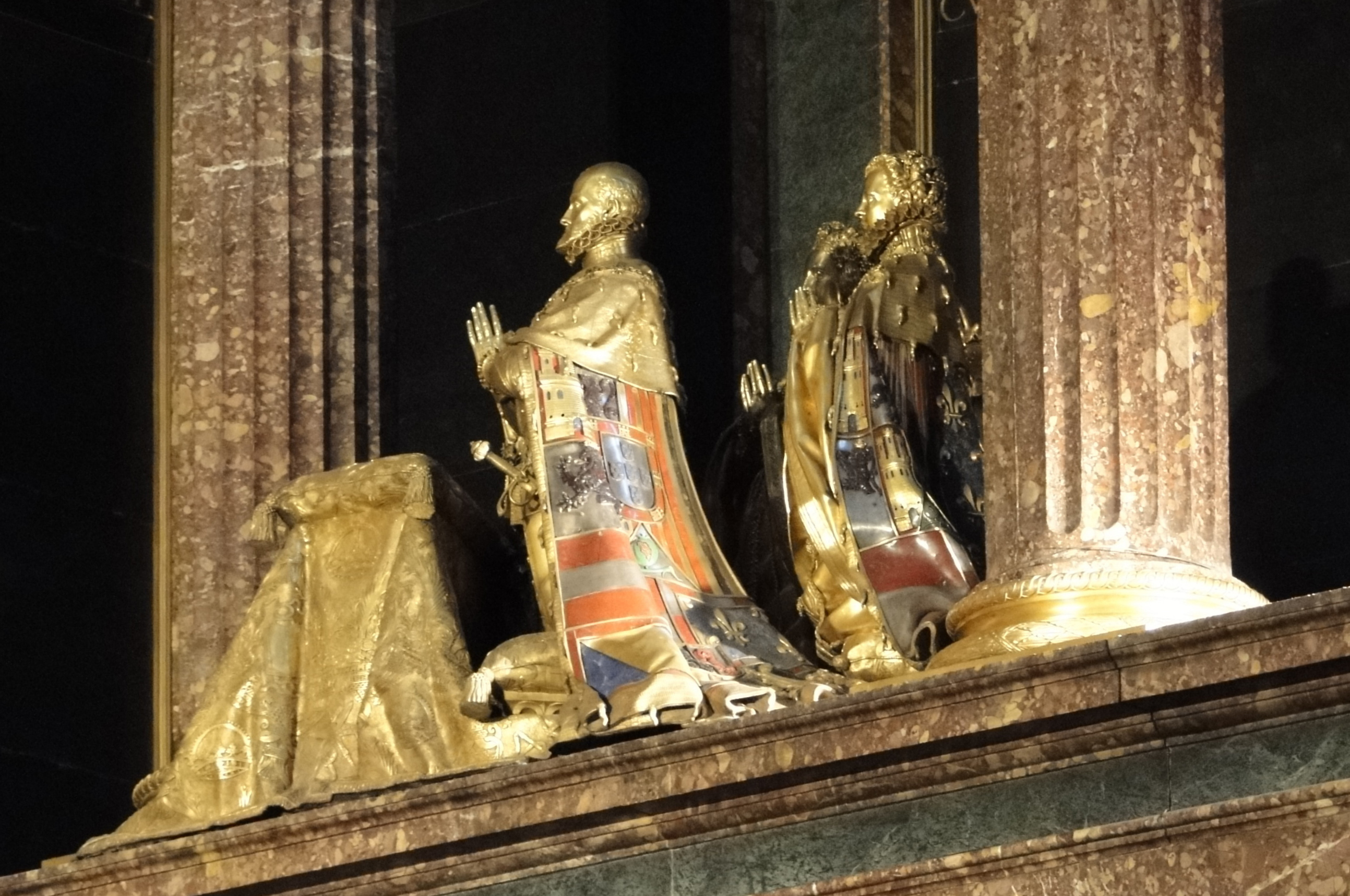
П. Леони. Фигуры Филиппа II с семейством в капелле Эскориала

В отличие от отца, никогда не бывавшего в Испании, Помпео работал преимущественно при мадридском дворе Филиппа II по заказам на медальоны, портретные скульптуры и монументальные гробницы, поступавшим от придворных и высшего духовенства. Наиболее значительное его достижение — скульптурные группы коленопреклоненных Карла V и Филиппа II в церкви Эскориала. В 1576—87 гг. Леони работал над мраморными фигурами для гробницы великого инквизитора Фернандо Вальдеса.
В мастерской Леони проходили стажировку молодые мастера со всей Европы, в частности, Адриан де Врис. Из рукописей Леонардо да Винчи, приобретённых, вероятно, у Мельци, Леони составил так называемый Атлантический кодекс. Через его руки прошли также мифологические полотна живописца Корреджо.